# 卡尔·亚伯拉罕松
卡尔·亚伯拉罕松（瑞典語：Carl Abrahamsson，1896年5月1日—1948年12月25日），生于南泰利耶，瑞典男子冰球运动员。他曾代表瑞典参加1928年冬季奥林匹克运动会冰球比赛，获得一枚银牌。